# San Juan del Puerto
San Juan del Puerto er en by og kommune i det sydvestlige Spanien i provinsen Huelva. Den har et indbyggertal på 9.811 (2024) indbyggere.